# 선댄스 키드

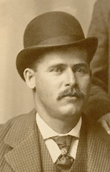

선댄스 키드(Sundance Kid)로 더 잘 알려진 해리 알론조 롱가보(Harry Alonzo Longabaugh, 1867 – 1908년 11월 7일)는 미국 서부의 무법자이자 부치 캐시디의 와일드 번치의 일원이었다. 그는 1883년 또는 그 이전에 사냥 여행 중에 부치 캐시디(실명 '로버트 르로이 파커')를 만났던 것으로 보인다. 갱단은 미국 역사상 가장 오랫동안 기차와 은행 강도에 성공했다.
롱가보는 핑커톤의 끈질긴 추격을 피해 그의 배우자 에타 플레이스(Etta Place), 부치 캐시디와 함께 미국을 떠났다. 세 사람은 먼저 아르헨티나로 도망친 다음 볼리비아로 도망쳤는데, 그곳에서 대부분의 역사가들은 파커(캐시디)와 롱가보가 1908년 11월 총격전에서 사망했다고 믿고 있다.